# 長南町立長南小学校
長南町立長南小学校（ちょうなんちょうりつ ちょうなんしょうがっこう）は、千葉県長生郡長南町長南にある公立小学校。2017年、町内4校の統合に伴い、長南770-1（旧・長南小学校舎）から長南中学校敷地内（長南2060）に移転した。従前の長南小学校舎は、「楽しむ」「働く」「相談する」「遊ぶ」「学ぶ」など様々な視点から活用できるIT交流施設「おかえり集学校プロジェクト」の2校目となる「長南集学校」として再スタートしている。

## 沿革
- 1873年（明治6年）2月 - 蔵持の全応寺で蔵持学校として設立[2]
- 2017年（平成29年）1月 - 児童数77人[3]
- 2017年（平成29年）4月 - 旧長南町立長南小学校、長南町立豊栄小学校、長南町立東小学校、長南町立西小学校を統合し、長南町立長南小学校となり、長南中学校との事実上の小中一貫校となる。